# 施俊吉
施 俊吉（シー・ジュンジ、1955年8月10日 - ） は、中華民国（台湾）の経済学者。2017年現在は蔡政権頼清徳内閣のもとで行政院副院長（副首相に相当）を務めた。過去には2006年から2007年の間、龔照勝の後任として、金融監督管理委員会主任委員を務めている。2016年には台湾省政府主席と政務委員(無任所大臣に相当)を兼任した。また同年に台湾証券取引所董事長にも任命されている。

## 学歴
施は1978年に輔仁カトリック大学にて学士（経営学）を、1980年に東呉大学にて修士（経済学）を、1984年に国立台湾大学にて博士（経済学）をそれぞれ取得している。 学生時代には、1947年の二・二八事件を発端とする政治的弾圧、白色テロに抗議してデモを起こした。

## 経歴
大学院修了後は中央研究院にて研究を行い、その後1998年から2001年まで公平交易委員会に勤務した。
2006年7月には金融監督管理委員に任命、同年8月には主任委員に指名された。 施の主任委員在任中に、力霸グループ傘下の中華商業銀行が破産し、取り付け騒ぎが発生、190億ニュー台湾ドルもの損害が生じ、最終的には政府が銀行を接収する事態となった。 力霸の騒動とは別に、花蓮區中小企業銀行も破産を宣言し委員会の管理下に置かれた。 施は銀行接収を公表した直後の2007年1月12日に一連の「力霸危機」の責任をとって辞任し、後任の胡勝正が就任するまで、張秀蓮が職務を代行した。
施は金融監督管理委員を辞した後、中央研究院の社会科学研究所に復帰した。2016年の総統選挙では蔡英文の経済顧問に指名された。 蔡が選挙戦で勝利する直前に、米中経済安全保障調査委員会(USCC)は施が蔡政権の金融顧問になる可能性があることを報告した。 2016年4月には蔡政権の行政院長林全が施を政務委員に起用した。施は経済政策や情報通信政策、貿易交渉に従事した。2016年6月には台湾証券取引所董事長に指名され7月1日に就任した。就任後は個人投資家の投資刺激策において一定の成果を収めたとされる。
施は林錫耀の後任として2017年9月に行政院副院長に就任した。林全の後任として行政院長に就任した頼清徳が施を指名した。2019年1月14日で蘇貞昌内閣発足により退任。